# Gioan Baotixita Lý Khắc Mẫn
Gioan Baotixta Lý Khắc Mẫn (sinh 1958, tiếng Trung:李克勉, tiếng Anh:John Baptist Lee Keh-mien) là một giám mục người Đài Loan của Giáo hội Công giáo Rôma. Ông hiện đảm trách chức vị Giám mục chính tòa Giáo phận Tân Trúc.

## Tiểu sử
Giám mục Gioan Baotixta Mẫn sinh ngày 23 tháng 8 năm 1958 tại Đài Loan. Sau quá trình dài tu học, ngày 27 tháng 5 năm 1990, Phó tế Mẫn được thụ phong linh mục. Cuối tháng 5 năm 2005, giám mục trẻ tuổi Giacôbê Lưu Đơn Quế từ nhiệm ở tuổi 52, giáo phận Tân Trúc trống tòa, được cắt đặt Tổng giám mục Giuse Trịnh Tái Phát làm giám quản Tông Tòa. Vì thế, Tòa Thánh cắt đặt linh mục Gioan Baotixita Lý Khắc Mẫn, 48 tuổi, làm Giám mục Tân Trúc ngày 6 tháng 4 năm 2006. Lễ tấn phong diễn ra sau đó vào ngày 24 tháng 6 cùng năm. Tấn phong cho vị tân chức là Giám mục Chủ phong: Luca Lưu Hiến Đường, Nguyên giám mục Tân Trúc, phụ phong có các giám mục Giuse Trịnh Tái Phát, Tổng giám mục Tổng giáo phận Đài Bắc và Giacôbê Lưu Đơn Quế, nguyên giám mục Tân Trúc, tiền nhiệm vừa từ chức.
1. ↑  Diocese of Hsinchu 新竹
2. 1 2  Bishop John Baptist Lee Keh-mien Bishop of Hsinchu